# Condado de Desha
El condado de Desha (en inglés: Desha County), fundado en 1838, es un condado del estado estadounidense de Arkansas. En el 2000 tenía una población de 15 341 habitantes con una densidad poblacional de 7.74 personas por km². La sede del condado es Arkansas City.

## Geografía
Según la Oficina del Censo, el condado tiene un área total de 2124 km² (820,1 mi²), de la cual 1981 km² (764,9 mi²) es tierra y 142 km² (54,8 mi²) es agua.

### Condados adyacentes
- Condado de Arkansas (norte)
- Condado de Phillips (noreste)
- Condado de Bolivar, Misisipi (este)
- Condado de Chicot (sur)
- Condado de Drew (suroeste)
- Condado de Lincoln (noroeste)

### Ciudades y pueblos
- Arkansas City
- Dumas
- McGehee
- Mitchellville
- Reed
- Tillar
- Watson